# Ilija Lovrić
Ilija Lovrić (Varvara kod Prozora, 29. siječnja 1945. - blizina Varvara kod Prozora, 1. srpnja 1972.), bio je hrvatski politički emigrant i revolucionar.
Bio je članom Hrvatskog revolucionarnog bratstva koji je bio u Bugojanskoj skupini.
Poginuo je u borbi s jugoslavenskim vlastima u kod rodnog sela Varvara 1972. godine.